# Deinosuchus
Deinosuchus („hrozivý krokodýl“) byl rod obřího krokodýla (aligatoroida), který žil v období svrchní křídy (věk kampán), zhruba před 80 až 73 miliony let na území dnešní Severní Ameriky (geologická souvrství Aguja, Menefee ad.). Patří nejspíš k největším krokodýlovitým plazům, kteří kdy na Zemi žili. Nově jsou rozeznávány jen dva druhy tohoto rodu, typový D. riograndensis a dále D. schwimmeri. Potenciální vývojoví předkové tohoto druhu se mohli vyskytovat v období cenomanu na území současné Britské Kolumbie v Kanadě.

## Popis

vzájemné srovnání krokodýla mořského a pravěkých krokodýlů

Deinosuchové žili převážně v bahnitých sladkých vodách, které se vlévaly do moře. Zatím byla objevena víceméně jen lebka dlouhá až kolem 2 metrů, podle níž paleontologové odhadují celkovou délku těla obřího krokodýla až na 10 nebo dokonce 12 metrů. Podle některých novějších odhadů však mohla maximální délka zástupců rodu Deinosuchus činit spíše asi 7,7 metru.
Hmotnost dosahovala podle odhadů zhruba 8,5 tuny, tedy zhruba stejně jako u populárního dinosauřího rodu Tyrannosaurus. Tím by se deinosuchus stal jedním z největších krokodýlů, kteří kdy žili na planetě Zemi (konkurentem je například další krokodýlí obr, africký rod Sarcosuchus nebo mnohem mladší miocenní kajman rodu Purussaurus). Pravděpodobně obýval bažinaté oblasti, ve kterých lovil ryby, ale troufl si i na velké býložravé dinosaury, kteří přicházeli ke břehu, např. na hadrosauridy. O jeho způsobu života a stavbě těla se zatím pouze diskutuje. Byla objevena také fosilie malého mláděte deinosucha, jehož délka nepřekračovala 1 metr.

## Potrava
Jak bylo zjištěno díky nálezu kostí se stopami zubů deinosucha a předpokládaných koprolitů (zkamenělého trusu), živili se tito obří krokodýli také velkými obratlovci, včetně některých druhů dinosaurů. Maximální síla čelistního stisku je u tohoto obra odhadována až na 102 800 Newtonů. Síla čelistního stisku deinosuchů i robustnost jejich dentice svědčí o schopnosti lovit i značně velká zvířata (o hmotnosti v řádu tun), především snad býložravé dinosaury. Mezi jeho kořist mohli patřit například velcí hadrosauridi (kachnozobí dinosauři) rodu Ornatops, známí ze sedimentů geologického souvrství Menefee.

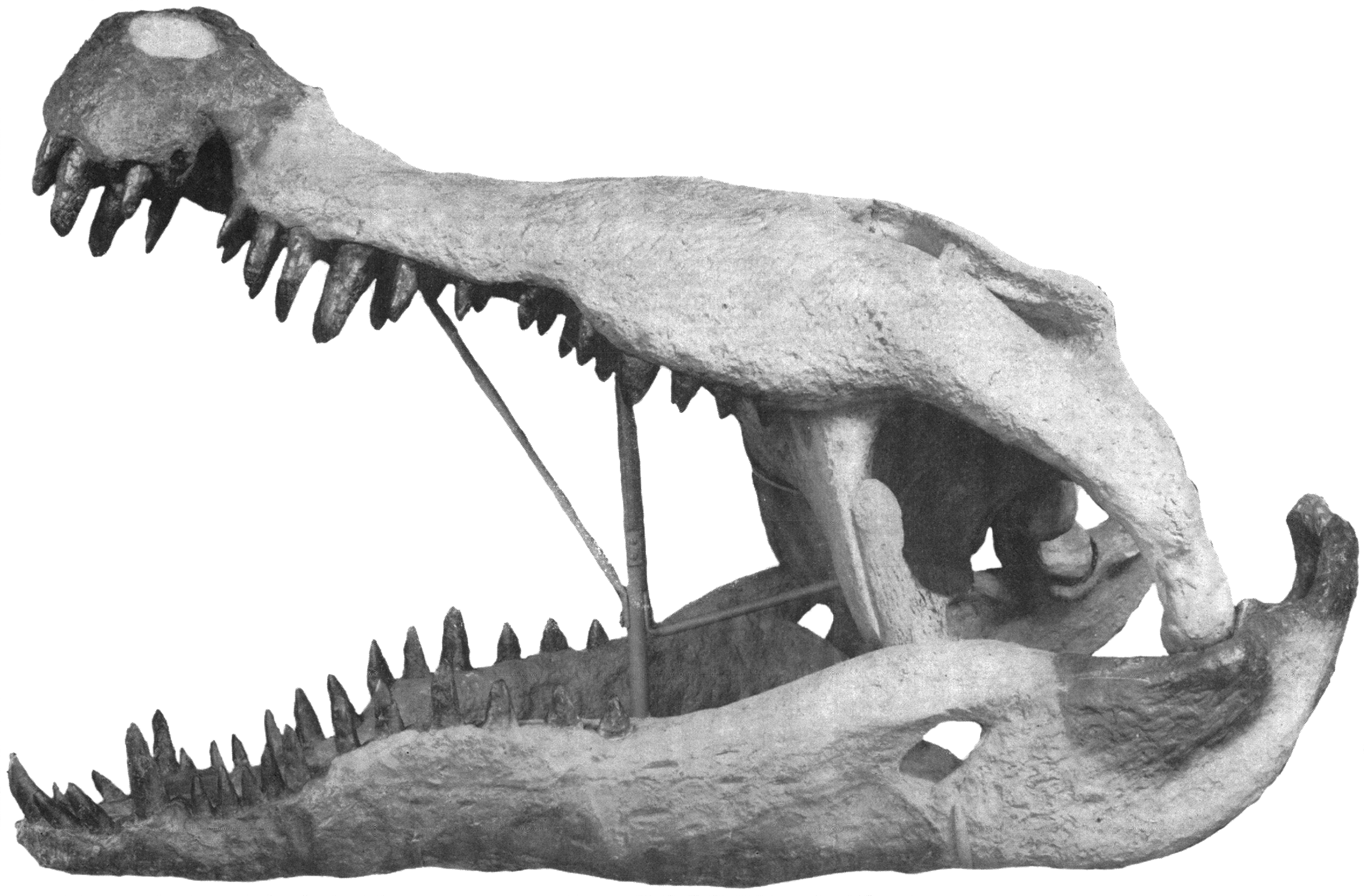
Lebka deinosucha

## V populární kultuře
Deinosuchus je představen zejména v šesté epizodě fiktivně-dokumentárního seriálu Prehistorický park. Objevuje se také v závěrečném díle seriálu Putování s dinosaury, identifikován je však až ve stejnojmenné knize.